# کارل ماریا فون وبر

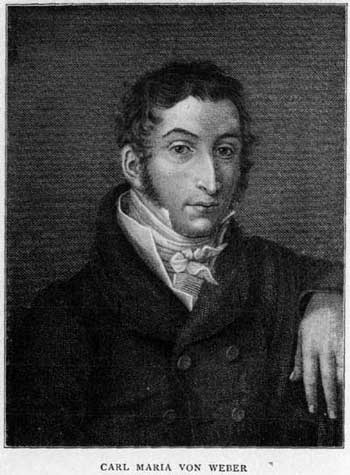
کارل ماریا فون وبر

کارل ماریا فردریش ارنست فون وبر (به آلمانی: Carl Maria Friedrich Ernst von Weber) ‏ (۱۷۸۶–۱۸۲۶) آهنگساز آلمانی بود.
اپراهای او تأثیر زیادی بر شکل‌گیری اپراهای دوره رمانتیک آلمان داشت. وبر آثار زیادی برای ساز کلارینت نوشت. علاوه بر آهنگسازی، به نگارش مقالات موسیقی نیز می‌پرداخت.
وبر در ائوتین، نزدیک لوبک به دنیا آمد. پدرش که خود در کار موسیقی بود مدتی آموزش او را به‌عهده گرفت. وبر تحصیلات موسیقی خود را در زالتسبورگ و مونیخ ادامه داد. پس از مدتی که همراه خانواده به فرایبورگ در زاکسن رفت دوباره به زالتسبورگ بازگشت و شاگرد یوزف هایدن شد.
موفقیت او باعث شد تا چند شغل مربوط به موسیقی به او پیشنهاد شود. مدتی در دربار دوک ورتمبرگ کار کرد و چندی رئیس اپرای پراگ و بعد اپرای درسدن بود.
اپرای معروف او، دِر فرایشوتس، با موفقیت بسیاری روبرو شد.
وبر از بیماری سل در سفری که به لندن رفته بود، در سی‌و‌نه سالگی، درگذشت.